# Aristolochia xerophytica
Aristolochia xerophytica är en piprankeväxtart som beskrevs av Richard Evans Schultes. Aristolochia xerophytica ingår i släktet piprankor, och familjen piprankeväxter. Inga underarter finns listade i Catalogue of Life.